# Pakistan i olympiska sommarspelen 1976
Pakistan deltog i de olympiska sommarspelen 1976 med en trupp bestående av 24 deltagare, samtliga män, vilka deltog i nio tävlingar i fem sporter. Landets deltagare vann en bronsmedalj i landhockey.

## Boxning
Flugvikt
- Muhammad Sadiq
  - Första rundan; Bye
  - Andra rundan; Förlorade mot Giovanni Camputaro (ITA) på poäng 0-5

Mellanvikt
- Siraj Din
  - Första rundan; Besegrade Nicolas Arredondo (MEX) RSC rond 3
  - Andra rundan; Bye
  - Kvartsfinal; Förlorade mot Rufat Riskijev (URS) RSC rond 2

## Brottning
Bantamvikt, fristil
- Allah Ditta
  - Första rundan; Förlorade mot Joe Corso (USA) på poäng 8-20
  - Andra rundan; Förlorade mot Masao Arai (JPN) på fall

Lätt tungvikt, fristil
- Salah Uddin
  - Första rundan; Vann mot Dashdorjiin Tserentogtokh (MGL) på fall
  - Andra rundan; Förlorade mot Paweł Kurczewski (POL) på fall
  - Tredje rundan; Förlorade mot Keijo Manni (FIN) på fall

## Friidrott
Herrarnas 800 meter
- Muhammad Younis
  - Heat 1 omgång 1; 1:48,50 (→ gick inte vidare)

Herrarnas 1 500 meter
- Muhammad Siddique
  - Heat 5 omgång 1; 3:45,59 (→ gick inte vidare)

## Landhockey
Herrar
Laguppställning
Rashid Abdul
Akhtar Rasool
Mahmood Arshad
Arshad Chaudhry
Khan Haneef
Islahuddin Siddique
Samiullah Khan
Hassan Manzoor
Manzoor Hussain
Munawwaruz Zaman
Zia Qamar
Nazim Salim
Shahnaz Sheikh
Saleem Sherwani
Iftikar Syed
Mudassar Syed
Gruppspel
| Lag          | Poäng | Spelade | W | D | L | GF | GA | GD  |
| ------------ | ----- | ------- | - | - | - | -- | -- | --- |
| Pakistan     | 7     | 4       | 3 | 1 | 0 | 16 | 6  | +10 |
| Nya Zeeland  | 4     | 4       | 1 | 2 | 1 | 6  | 8  | -2  |
| Spanien      | 4     | 4       | 1 | 2 | 1 | 9  | 7  | +2  |
| Västtyskland | 3     | 4       | 1 | 1 | 2 | 10 | 10 | 0   |
| Belgien      | 2     | 4       | 1 | 0 | 3 | 5  | 15 | −10 |

Semifinal
|  | 28 juli | Pakistan      | 1–2   | Australien              | Molson Stadium |  |
|  |         | Akhtar Rasool | (1–1) | Jim Irvine Ronald Riley |                |  |
|  |         |               |       |                         |                |  |
|  |         |               |       |                         |                |  |

Bronsmatch
|  | 30 juli | Nederländerna    | 2–3   | Pakistan                                 | Molson Stadium |  |
|  |         | Paul Litjens x 2 | (1–1) | Akhtar Rasool Hassan Manzoor Khan Haneef |                |  |
|  |         |                  |       |                                          |                |  |
|  |         |                  |       |                                          |                |  |

## Tyngdlyftning
| Tävlande              | Viktklass | Ryck  | Stöt  | Total | Placering |
| --------------------- | --------- | ----- | ----- | ----- | --------- |
| Muhammad Manzoor      | 56 kg     | 95,0  | 130,0 | 225,0 | 11        |
| Mohammad Malik Arshad | 75 kg     | 122,5 | 160,0 | 282,5 | 15        |